# Дефорест Кели
Джаксън Дефорест Кели (на английски: DeForest Kelley; * 20 януари 1920, Атланта; † 11 юни 1999, Удланд Хилс) е американски актьор.

## Биография
Ветеран от Втората световна война, Дефорест Джаксън Кели е известен с ролите си на лоши герои от телевизионни сериали. Стар Трек: Оригиналният сериал слага край на тази негова репутация с ролята на доктор Ленард Маккой. Участва в първите шест филма от сагата Стар Трек и в пилотния епизод Стар Трек: Следващото поколение (Среща във „Фарпойнт“/Encounter at Farpoint).
Жени се на 7 септември 1945 за Каролин Даулинг.
От 1991 г. има звезда на Холивудската алея на славата.

## Филмография

### Кино
- 1945: Time to kill
- 1947: Fear in the Night
- 1947: Variety Girl
- 1947: Beyond Our Own
- 1948: Gypsy Holiday
- 1948: Canon City
- 1949: Life of St. Paul Series
- 1949: Duke of Chicago
- 1949: Malaya
- 1950: The Men
- 1953: Taxi
- 1954: Duffy of San Quentin
- 1955: House of Bamboo
- 1955: Illegal
- 1955: The View from Pompey's Head
- 1956: The Man in the Gray Flannel Suit
- 1956: Tension at Table Rock
- 1957: Gunfight at the O.K. Corral
- 1957: Raintree County
- 1958: The Law and Jake Wade
- 1959: Уарлок
- 1963: Gunfight at Comanche Creek
- 1964: Where Love Has Gone
- 1965: Black Spurs
- 1965: Town Tamer
- 1965: Marriage on the Rocks
- 1966: Apache Uprising
- 1966: Waco
- 1972: Night of the Lepus
- 1979: Стар Трек: Филмът
- 1982: Стар Трек II: Гневът на Хан
- 1984: Стар Трек III: В търсене на Спок
- 1986: Стар Трек IV: Пътуване към вкъщи
- 1989: Стар Трек V: Последната граница
- 1991: Стар Трек VI: Неоткритата страна
- 1998: The Brave Little Toaster Goes to Mars

### Телевизия
- 1949: Your Jeweler's showcase (1 епизод)'
- от 1949 до 1953: The Lone ranger (3 епизода)
- 1953: The Revlon mirror theater
- 1953: The Pespsi-Cola Playhouse (1 епизод)
- от 1953 до 1954: City detective (2 епизода)
- 1953: Waterfront (1 епизод)
- от 1953 до 1954: Your Favorite story (2 епизода)
- 1954: Cavalcade of America (1 епизод)
- 1954: The Lone wolf (2 епизода)
- 1955: The Millionnaire (1 епизод)
- от 1954 до 1955: Sutio 57 (2 епизода)
- 1956: Gunsmoke (1 епизод)
- от 1955 до 1956: Matinee theater (2 епизода)
- от 1953 до 1956: Are you there (9 епизода)
- от 1955 до 1956: Science fiction theater (3 епизода)
- 1957: Navy log (1 епизод)
- 1957: The Adventure of Jim Bowie (1 епизод)
- 1957: The Silent services (2 епизода)
- 1957: Code 3 (1 епизод)
- 1957: Schlitz playhouse of star (1 епизод)
- 1957: The Web (1 епизод)
- 1957: Boots and Saddles (1 епизод)
- от 1957 до 1958: Playhouse 90 (2 епизода)
- от 1957 до 1958: M Squad (2 епизода)
- 1958: Steve Canyon (1 епизод)
- 1958: The Rough riders (1 епизод)
- 1959: MacKenzie's raiders (1 епизод))
- 1959: 26 men (1 épisode)
- 1959: Northwest passage (1 епизод)
- 1959: Rawhide (1 епизод)
- 1959: State Trooper (1 епизод)
- 1959: The Lineup (1 епизод)
- 1959: Mike Hammer (1 епизод)
- 1959: 21 Beacon Street (1 епизод)
- от 1958 до 1959: Frontier Justice (2 епизода)
- от 1957 до 1959: Trackdown (5 епизода)
- 1959: Wanted: dead or alive (2 епизода)
- 1959: Black saddle (1 епизод)
- 1959: Disneyland (1 епизод)
- от 1959 до 1960: Richard Diamond, Private Detective (3 епизода)
- от 1956 до 1960: Zane Grey theater (5 епизода)
- от 1958 до 1960: Alcoa theater (2 епизода)
- 1961: Riverboat (1 епизод)
- 1961: Tales of Wells Fargo (1 епизод)
- 1961: Assignment underwater (1 епизод)
- от 1960 до 1961: Coronado 9 (2 епизода)
- от 1960 до 1961: Lawman (2 епизода)
- 1961: The Deputy '(1 епизод)
- 1961: Bat Masterson (1 епизод)
- 1961: Stagecoach west (2 епизода)
- 1961: Shannon (1 епизод)
- 1961: Caine's hundred (1 епизод)
- 1961: Perry Mason (1 епизод)
- от 1961 до 1962: Route 66 (2 епизода)
- 1962: The Untouchables (1 епизод)
- 1962: Have gun – will travel (1 епизод)
- от 1962 до 1963: Laramie (2 епизода)
- 1963: The Gallant man (1 епизод)
- 1963: The Dakotas (1 епизод)
- 1963: 77 sunst strip (1 епизод)
- 1963: The Virginian (2 епизода)
- 1965: The Fugitive (1 епизод)
- от 1961 до 1966: Bonanza (4 епизода)
- 1966: A Man called Shenandoah (1 епизод)
- 1966: Laredo (1 епизод)
- от 1962 до 1966: Death Valley Days (4 епизода)
- от 1966 до 1970: Стар Трек: Оригиналният сериал (76 епизода)
- 1967: Police Story
- 1970: Ironside (1 епизод)
- 1970: The Silent force (1 епизод)
- 1970: The Bold ones: the new doctors (1 епизод)
- 1971: The Bull of the West
- 1971: Owen Marshall: counselor at law (1 епизод)
- 1971: Room 222 (1 епизод)
- 1973: The ABC afternoon playbreak (1 епизод)
- от 1973 до 1974: Стар Трек: Анимационният сериал (16 епизода)
- 1974: The Cowboys (1 епизод)
- 1981: The Little hobo (1 епизод)
- 1981: Strike force (1 епизод)
- 1987: Стар Трек: Следващото поколение (1 епизод)